# Protolophus cockerelli
Protolophus cockerelli is een hooiwagen uit de familie Sclerosomatidae.